# The Mandalorian & Grogu
The Mandalorian & Grogu és una pròxima pel·lícula western espacial estatunidenca dirigida per Jon Favreau i coescrita per Favreau i Dave Filoni. Produït per Lucasfilm i distribuït per Walt Disney Studios Motion Pictures, forma part de la franquícia Star Wars i una continuació de la sèrie de televisió de Disney+ The Mandalorian. La pel·lícula serà protagonitzada per Pedro Pascal com Din Djarin / The Mandalorian.
Favreau i Filoni havien escrit la quarta temporada de The Mandalorian el febrer de 2023, però la producció de la temporada es va retardar per la vaga del Sindicat d'Escriptors d'Amèrica de 2023 i la vaga SAG-AFTRA de 2023. Durant aquest temps, Lucasfilm va tornar a avaluar els seus plans per a la franquícia i va decidir prioritzar una pel·lícula durant la temporada. La pel·lícula es va anunciar el gener de 2024 i està previst que comence a rodar-se al juny a Califòrnia.
The Mandalorian & Grogu s'estrenarà el 22 de maig de 2026.